# Friendzone (película)
Friendzone es una película francesa de comedia romántica de 2021 dirigida por Charles Van Tieghem, escrita por Stanislas Carré de Malberg y Charles Van Tieghem y protagonizada por Manon Azem, Nada Belka y Jordan Tortorello. Fue lanzado el 29 de septiembre de 2021 por Netflix.

## Reparto
- Manon Azem
- Nada Belka como La Patiente
- Jordania Tortorello como Titi (voz)
- Mickaël Lumière
- Eloïse Valli como Jennifer Paoli
- Constance Arnoult
- Fadily Camara